# استیون دی. میلر
استیون دی. میلر (به انگلیسی: Stephen Decatur Miller) سناتور سابق عضو حزب نولیفیر بود. وی در سال ۱۸۳۱ تا ۱۸۳۳ میلادی سناتور ایالت کارولینای جنوبی در سنای ایالات متحده آمریکا بود.